# Чкаловский проспект
Чка́ловский проспект — проспект в Санкт-Петербурге. Находится на Петроградской стороне (Петроградский район). Проходит от улицы Красного Курсанта (бывшей Большой Спасской) до набережной реки Карповки.
Назван в 1952 году в честь знаменитого советского лётчика В. П. Чкалова.

## История
Нынешний Чкаловский проспект объединяет бывший Геслеровский переулок (позже проспект) (участок от Большой Разночинной до Карповки) и Порховскую улицу (от нынешней улицы Красного Курсанта до Большой Разночинной).

### Хронология
История названия Геслеровского переулка происходит от фамилии землевладельца Геслера. Геслер был гардеробмейстером (придворным смотрителем за одеждой) Павла I и Павел пожаловал ему участок на котором прежде, до перевода на Охту, находился пороховой (зелейный) завод.
Этот участок нынешнего Чкаловского проспекта также объединяет два более старых участка:
- От Большой Зелениной до Карповки:
  - Зелейная улица (1777—1821) (по зелейному — пороховому заводу)
  - Зеленина улица (1836—1868), она же Глухой переулок (1828—1861)
  - Песочный переулок (1860 — 5 марта 1871)
  - Геслеровский переулок (5 марта 1871 — 1900-е)
- В 1900-е годы в состав Геслеровского переулка вошёл участок от Большой Разночинной до Большой Зелениной. 11 декабря 1946 года Геслеровский переулок получил имя Геслеровского проспекта.

Название Порховской улицы происходит от древнерусского города Порхова. Она также включила в себя несколько участков:
- от Малой Разночинной до Большой Разночинной — Пороховской переулок (1849 — 1850-е), Порховской переулок (1860-е — 16 апреля 1887).
- от улицы Красного Курсанта до Пионерской улицы — 2-й Музыкантский переулок (1860-е — 16 апреля 1887).
- от улицы Красного Курсанта до Большой Разночинной — Порховская улица (16 апреля 1887 — 15 декабря 1952).

Объединение двух участков в одну магистраль произошло 15 декабря 1952 года. Тогда же новый проспект был назван в честь В. П. Чкалова, который жил рядом с этим проспектом (на нынешней улице Всеволода Вишневского) в 1924—1927 и 1929—1930 гг.

## Транспорт
Чкаловский проспект является одной из трёх магистралей, которые пересекают Петроградскую сторону с юго-запада на северо-восток, до постройки Песочной набережной она была транзитной магистралью, по которой транспорт двигался в по направлению Васильевский остров ↔ Каменный остров.
Трамвай долгое время являлся важной составляющей Чкаловского проспекта. В 1934 году были проложены трамвайные пути почти на всем протяжении проспекта от набережной реки Карповки до Пионерской улицы. В 2002 году линия была частично демонтирована на участке от Большой Зелениной улицы до Пионерской улицы, оставшийся действующий большой трамвайный участок был закрыт в 2007 году. В 2010 году трамвайные пути на проспекте были демонтированы, и тем самым трамвайное движение по проспекту было окончательно ликвидировано.
15 сентября 1997 года на углу Чкаловского пр. и Большой Зелениной ул. была открыта станция метро «Чкаловская». Перед павильоном станции установлен бюст В. П. Чкалова.

## Дома вдоль Чкаловского проспекта

У начала Чкаловского проспекта (угол с Пионерской ул., вблизи ВКА им. А. Ф. Можайского). Брандмауэры, украшенные и расписанные на темы авиации и космонавтики (2011). Справа внизу — бюст В. П. Чкалова

Дом № 8 — корпус во дворе построен в 1914 году по проекту архитектора И. И. Долгинова (включены существовавшие постройки).
Дом № 12 / Большая Разночинная улица, 20  — «Чкаловские» бани (бывшие «Разночинные» или «Геслеровские»), школа олимпийского резерва по плаванию «Радуга». Существующее здание построено в 1920-е годы (архитекторы А. С. Никольский, В. М. Гальперин, А. В. Крестин, Н. Ф. Демков) и перестроено в 1934—1939 гг. (арх. С. В. Васильковский, арх. А. И. Гегелло, инж. А. М. Ефраимович).
Дом № 13 / Большая Зеленина улица, 13 / Колпинский переулок, 2  — дом дешёвых квартир Императорского человеколюбивого общества, 1899—1900, гражданский инженер М. Ф. Гейслер.
Дом № 14 / Большая Разночинная улица, 15 — доходный дом, архитектор П. М. Мульханов 1902—1903.
На участок дома 15 выходят корпуса Государственной типографии «Печатный двор имени А. М. Горького» (архитектор Л. Н. Бенуа при участии Л. Л. Шрётера, в 1907—1910 годы). Здания располагаются между Гатчинской улицей (дома 24, 26), Чкаловским и Ораниенбаумской, 27; часть комплекса признана памятником истории и культуры федерального значения 781711206070005.

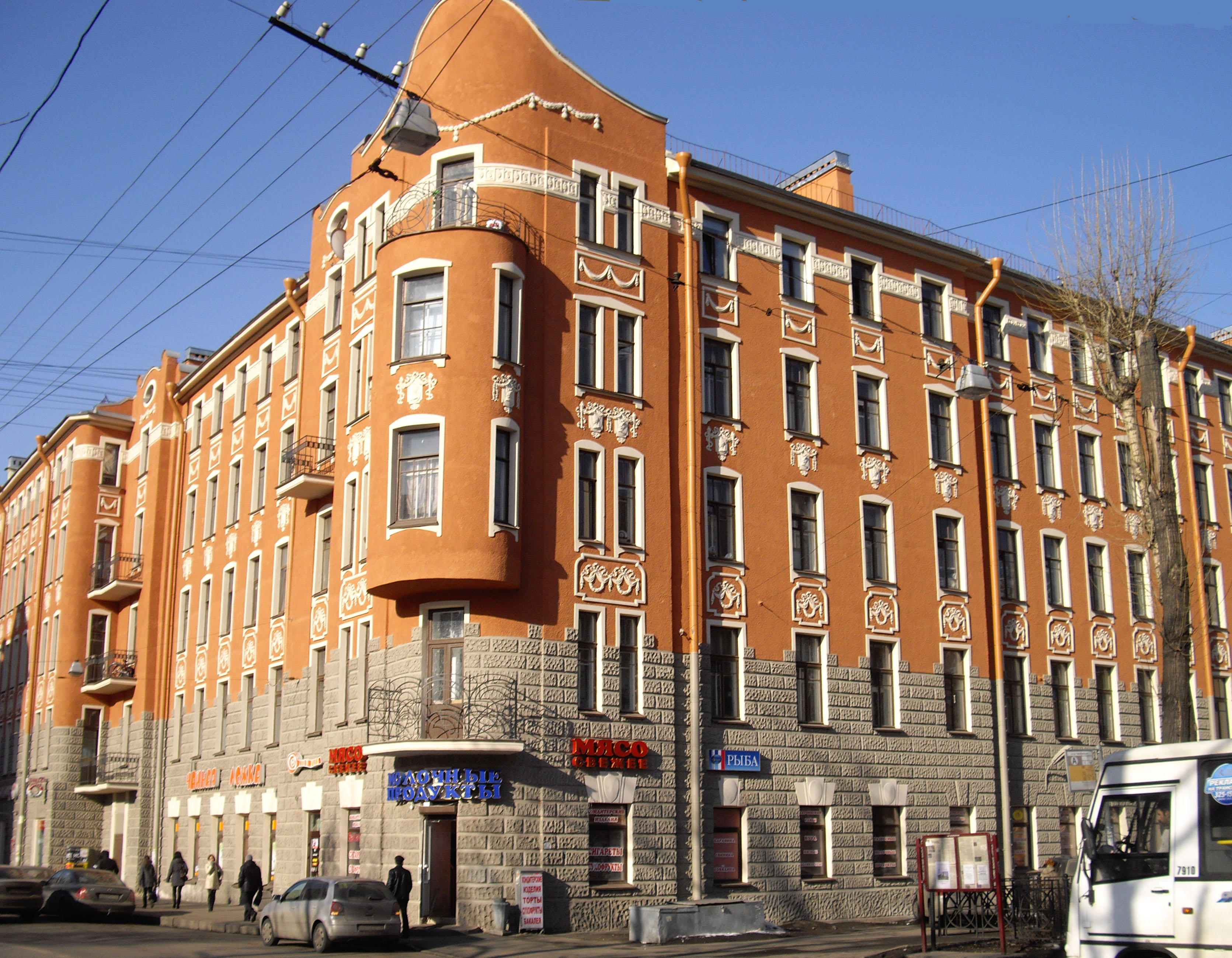
Чкаловский пр., дом 16 после реставрации фасада (2013)

Дом № 16 — доходный дом, архитектор П. М. Мульханов, 1909 год. В конце XIX — начале XX веков здесь находился зимний и летний «Невский театр» (театр Неметти) с садом и рестораном, принадлежавший жене владельца этого и соседнего (№ 18) участков, австрийской подданной, известной антрепренёрше Вере Александровна Линской-Неметти (Колышко). Первоначально здание театра было деревянным. В 1902—1904 годах по проекту и под наблюдением гражданского инженера А. К. Монтага для театра было построено новое здание в стиле рационального модерна. Линская-Неметти принимала участие в деятельности «Собрания рабочих» В 1908 г. здание арендовал «Петербургский театр» (труппа Строева), в котором бывал А. А. Блок. В 1908—1909 годах здание было полностью перестроено в существующий доходный дом.

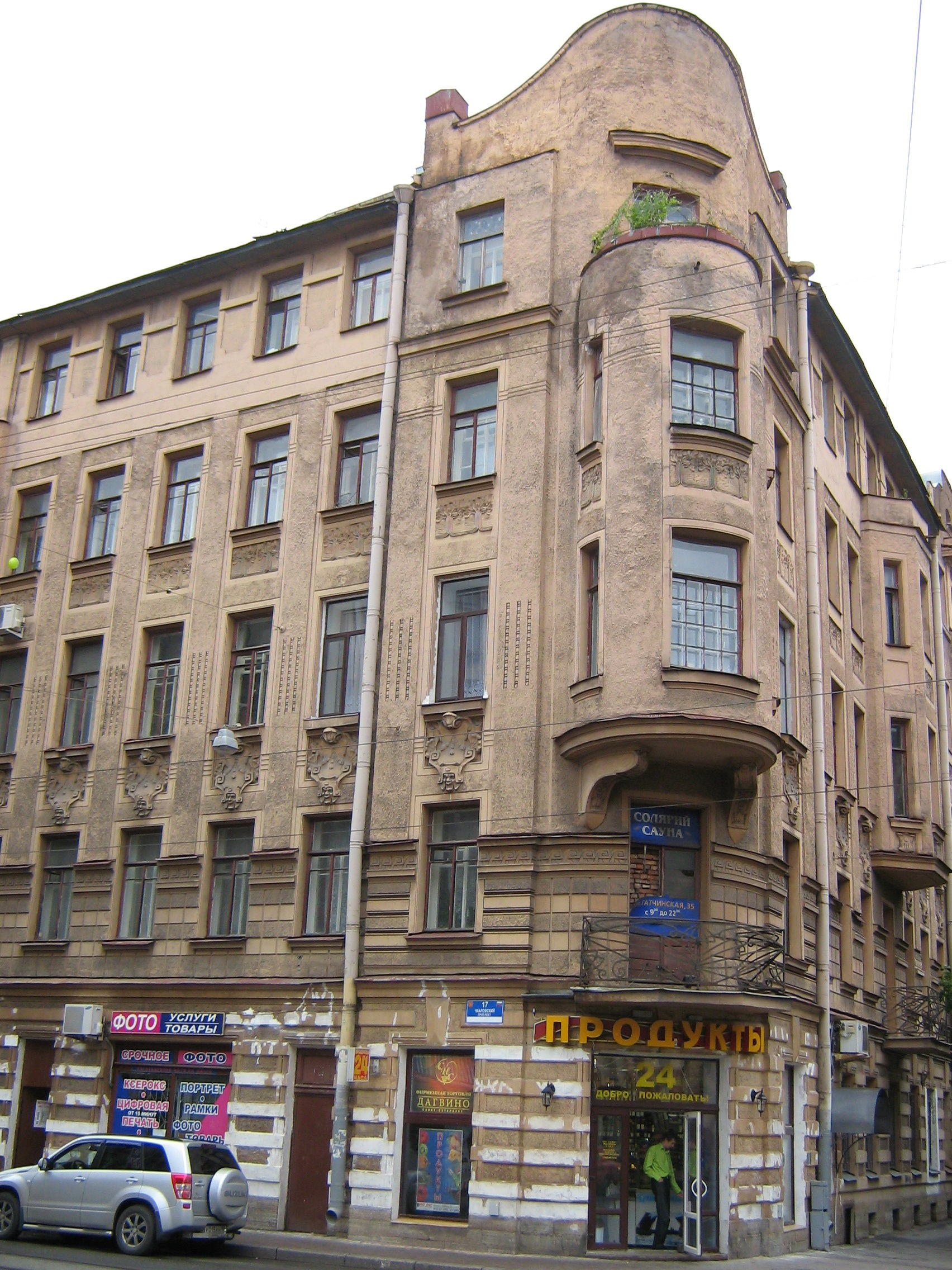
Чкаловский пр., дом 17, угол Гатчинской

Дом № 17 / Гатчинская улица, 35 — доходный дом, архитектор П. М. Мульханов, 1907 год.
Дом № 18 / Большая Зеленина улица, 14 — доходный дом, архитектор П. М. Мульханов, Перестройка : 1913—1914 годы. Ранее здесь находился дом, построенный по проекту А. К. Монтага в 1898 году для отставного капитана В. О. Колышко, владевшего также и соседним участком (№ 16, театр Неметти).
Дом № 19 / Лахтинская улица, 32 — доходный дом, архитектор П. М. Мульханов, 1905 год.
Дом № 21 / Лахтинская улица, 25 — доходный дом, 1911, арх. А. Р. Гавеман. Во время Первой мировой войны в доме находилась фабрика хирургических инструментов. В 1917 году в этом доме жил А. В. Луначарский.
На углу нынешнего Чкаловского проспекта (дом 25) и улицы Ленина (дом 43) в 1910—1912 годы архитектором А. П. Аплаксиным была построена церковь с отдельно стоявшей звонницей при подворье Ягодинского Введенского женского монастыря. В. И. Думитрашко написал иконы для церкви. Монахини поселились в соседнем деревянном доме, подаренном монастырю вместе с участком ещё в 1900 году вдовой коммерции советника Ольга Тимофеевой. Церковь закрыта в 1923 г. и вскоре снесена. В начале блокады Ленинграда, 10 сентября 1941 года, на участок упали четыре фугасные бомбы, разрушившие стоявший здесь дом и повредившие соседние дома 27/14 и 26/9; были убиты и ранены 124 человека, в том числе 16 детей. Существующее здание построено после войны.
Дом № 25а — Ленинградский областной институт развития образования (ЛОИРО)
Дом № 26 построен в 1912 году по проекту гражданского инженера П. Н. Батуева.
Дом № 27 / улица Подковырова, 45 / Подрезова улица, 28  — Дом 19-го городского попечительства о бедных, 1914—1915, арх. С. В. Рубанов.
Дом № 31 / Плуталова улица, 2 / ул. Всеволода Вишневского, 10 — доходный дом Б. Я. Купермана, построенный в 1911—1913 годах по проекту А. Л. Лишневского.  Это здание, построенное в сочетании «петербургского модерна» с неорусским стилем, в своё время составляло единый архитектурный ансамбль с построенным в схожем стиле храмом Алексия, человека Божия (Чкаловский пр., дом 50 — см. ниже). Здесь жил выдающийся популяризатор науки Я. И. Перельман со своей женитьбы в 1915 году до смерти от истощения в блокадном Ленинграде. Имеется мемориальная доска на фасаде со стороны Плуталовой улицы.

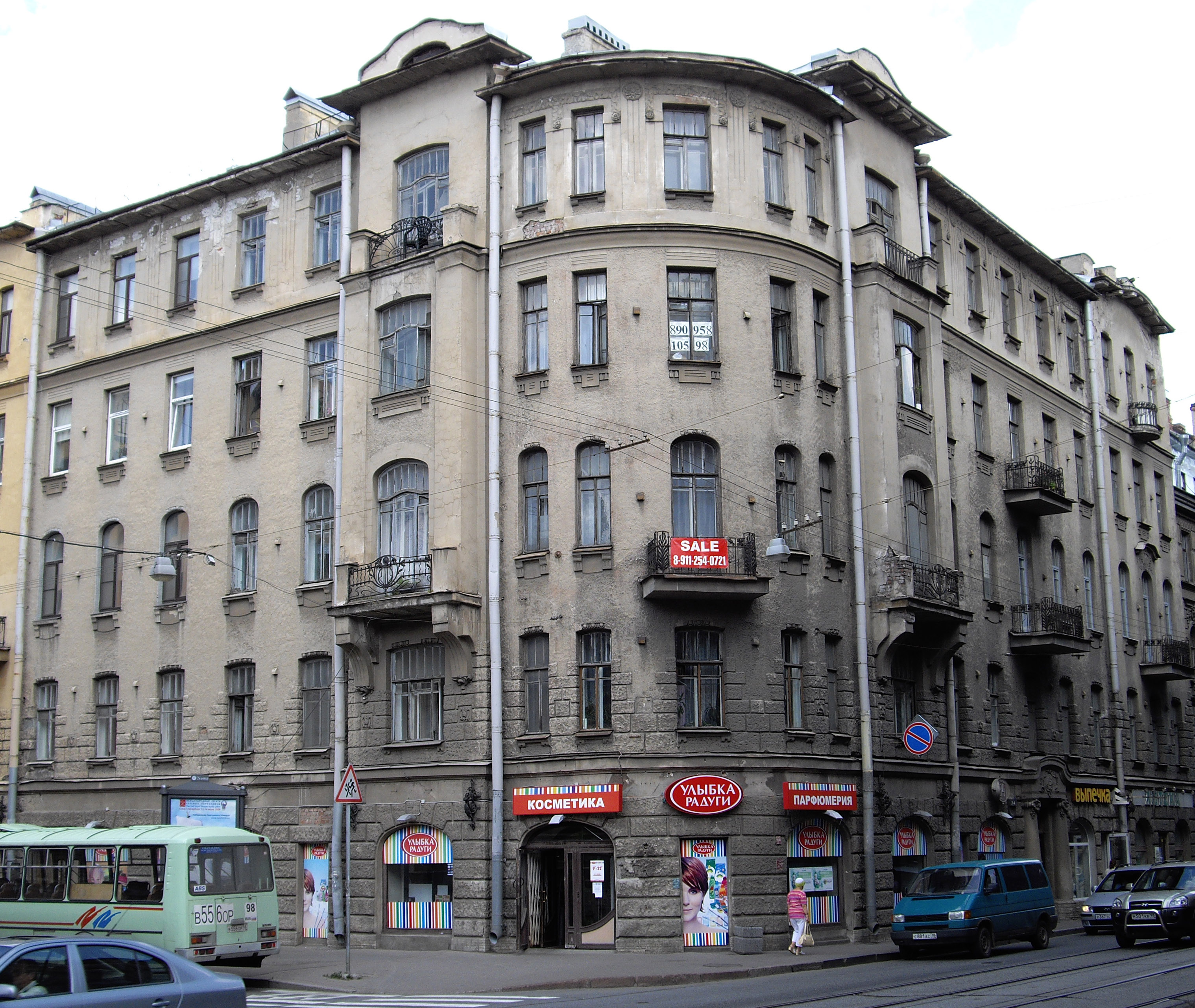
Чкаловский пр., 34 / Пудожская ул., 1

Дом № 34 / Пудожская улица, 1 — доходный дом, 1902—1904, архитектор И. А. Претро. «Поскольку дом не подвергся капитальному ремонту, он сохраняет почти все оригинальные украшения: узорные кованые решетки балконов, вензель над парадным входом, затейливые флагштоки, старые оконные рамы и пр. Вместе с домом на другом углу Пудожской улицы и зданиями напротив образует небольшой „модерновый“ участок Чкаловского проспекта.»

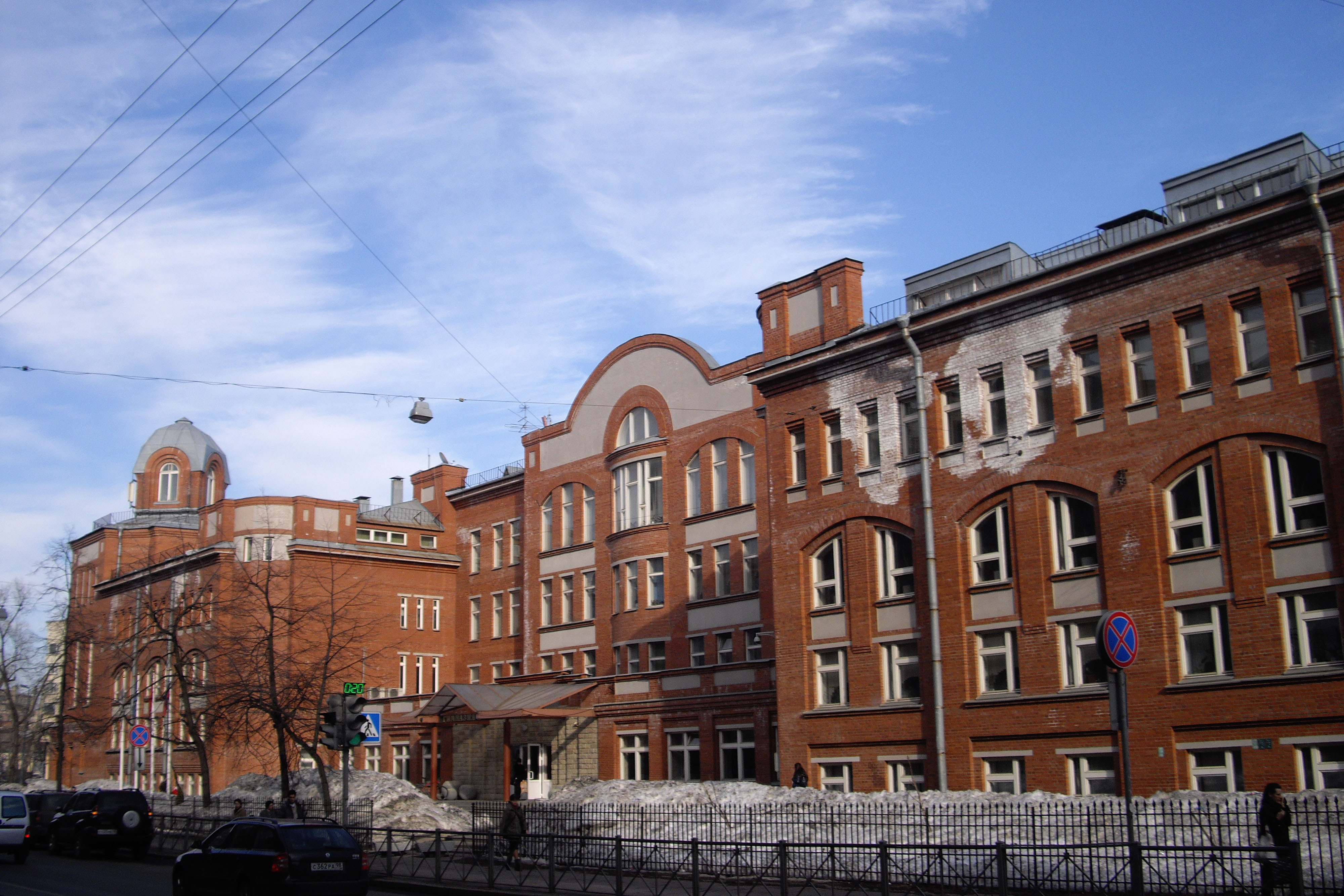
Гимназия № 56 (Чкаловский пр., 35)

Дом № 35 — гимназия № 56 (старшая школа и главное здание). В 1950—1970-х гг. здесь находилась средняя школа № 45 Петроградского района, построенная по типовому проекту (арх. Н. А. Троцкий и А. С. Мартынов, 1937). В 1997 году здание школы было капитально перестроено и расширено для гимназии № 56 (арх. Г. П. Фомичёв, О. Н. Линдрот, А. И. Федотов, инж. В. Смирнов, конструкторы В. Вавилова, Т. Синякова, Н. Александрова; от старого здания остался дворовый фасад).
Дом № 40 / ул. Ленина, 48. В доме жила первая в СССР женщина-водолаз Н. В. Соколова, на доме установлена мемориальная доска.

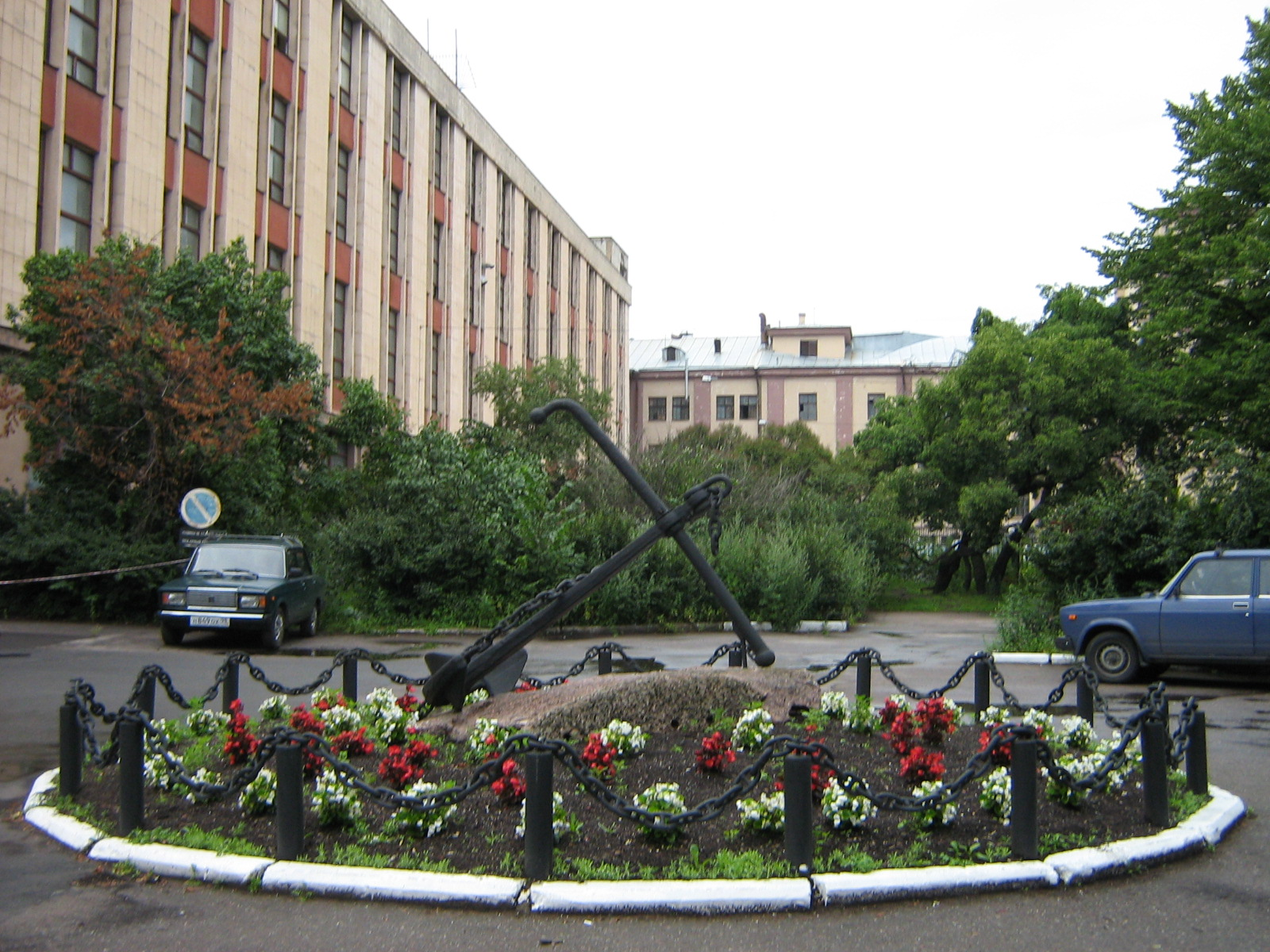
Сквер и (слева) здание концерна «Океанприбор» (Чкаловский пр., 46)

Дом № 46 — «Концерн „Океанприбор“» (1949—1966 — НИИ-3 Минсудпрома СССР, 1966—2000 — ЦНИИ «Морфизприбор», 2000—2006 — ФГУП «ЦНИИ „Морфизприбор“»). Здесь со второй половины XVIII века до 1940-х годов проходило продолжение Бармалеевой улицы в сторону Карповки.

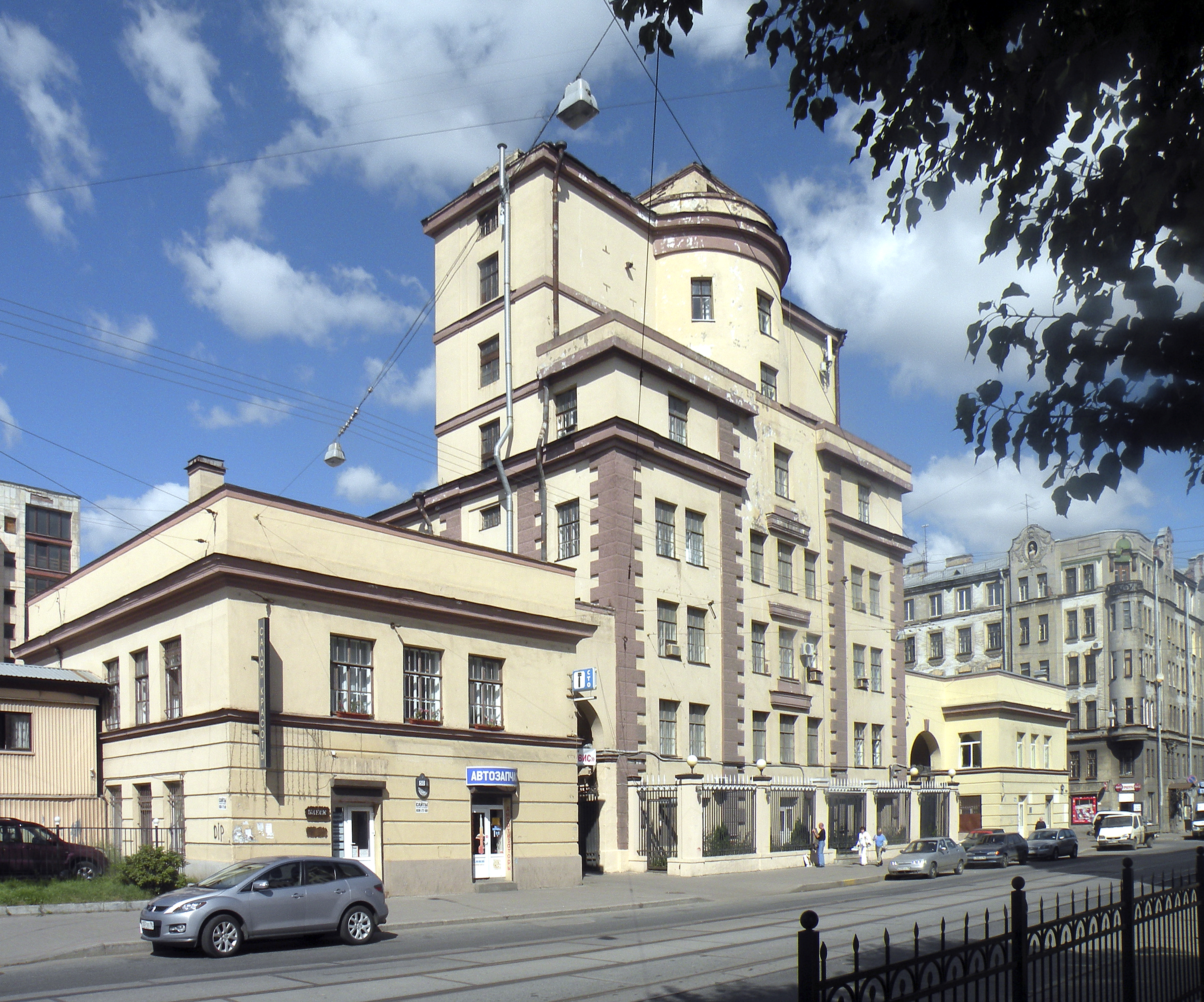
Чкаловский пр., 50. Здание завода «Измеритель», перестроенное из церкви св. Алексия Человека Божьего

На месте нынешнего завода «Измеритель» (Чкаловский проспект, 50) до революции находилось отделение Дома милосердия и при нём церковь св. Алексия Человека Божьего, построенная по проекту арх. Г. Д. Гримма. Церковь перестроена в конструктивистском стиле в цех завода, однако очертания (а особенно барабан купола) угадываются отчётливо. Здание напротив (д. 31) стилистически соответствовало церковному зданию.
Дом № 52 / ул. Всеволода Вишневского, 9 — доходный дом, построенный в 1911—1913 годах по проекту М. Д. Розензона, С. М. Белякова и Ф. Д. Павлова.

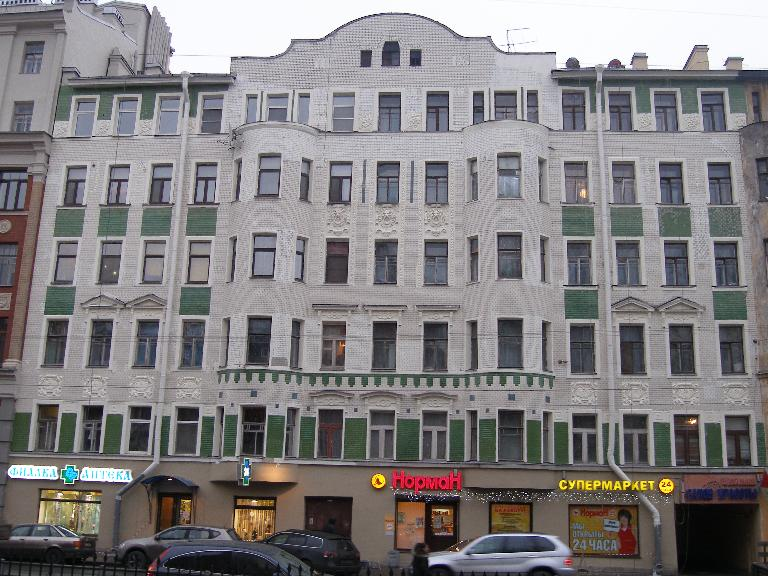
Чкаловский пр., 60. Доходный дом 1913 г. постройки, арх. Н. С. Бродович

Дом № 54 — доходный дом, арх. Н. С. Бродович, 1911.
Дом № 56 — доходный дом, арх. Н. С. Бродович, 1912.
Дом № 58 — доходный дом купца К. Г. Чубакова, арх. Р. Г. Габе, 1913.
Дом № 60 — доходный дом, арх. Н. С. Бродович, 1913.